# Lucigadus
Lucigadus es un género de peces actinopterigios de la familia Macrouridae y de la orden de los gadiformes.

## Especies
- Lucigadus acrolophus Iwamoto & Merrett, 1997
- Lucigadus lucifer (H. M. Smith & Radcliffe, 1912)
- Lucigadus microlepis (Günther, 1878)
- Lucigadus nigromaculatus (McCulloch, 1907)
- Lucigadus nigromarginatus (H. M. Smith & Radcliffe, 1912)
- Lucigadus ori (J. L. B. Smith, 1968)
- Lucigadus potronus (Pequeño, 1971)

- Datos: Q2104653
- Multimedia: Lucigadus / Q2104653
- Especies: Lucigadus